# Yoss
Yoss, seudónimo de José Miguel Sánchez Gómez (Ciudad de La Habana, 2 de abril de 1969), es un autor cubano de ciencia ficción.

Graduado en técnicas narrativas del primer concurso (1998-1999), del Centro de Formación Literaria “Onelio Jorge Cardoso”. Ha impartido talleres de narrativa en Chile, España, Italia, Andorra y Cuba. Perteneció a los talleres literarios Oscar Hurtado y Julio Verne.
Ha asistido a varias convenciones internacionales de ciencia y ficción y fantasía, celebrados en Francia, en 2002, 2003 y 2004. Integra, desde 1994, la Unión de Escritores y Artistas de Cuba. 
Sus cuentos han aparecido en varias antologías y en las revistas virtuales de CF i+Real (Cuba) y Axxón (Argentina). También ha publicado en Italia, España y Francia.
A finales del 2020 cede una de sus novelas, Los 43 días de Kangayowa, para su publicación en el blog de fantasía El último puente. La novela comenzó a ser publicada por partes el 1 de enero del 2021 y así seguirá haciéndose todos los viernes.

## Obra
- Timshel (cuentos de ciencia ficción) Ediciones UNION, 1989.
- W (cuentinovela de realismo) Editorial Letras Cubanas, 1997.
- I sette peccati nazionali (cubani) (cuentinovela de realismo, en Italia) Besa Editricce, 1999.
- Los pecios y los náufragos (novela de ciencia ficción) Ediciones Extramuros, Colección Impacto, 2000.
- Se alquila un planeta (cuentinovela de ciencia ficción) Editorial Equipo Sirius, Colección Tau, España, 2001.
- El Encanto de Fin de Siglo (noveleta, en colaboración con Danilo Manera, en español en Italia) Edizione Stampa Alternative, colección El Peso Cubano, 2001.
- Al final de la senda (novela de ciencia ficción) Editorial Letras Cubanas, 2003.
- Polvo rojo (novela corta incluida en el volumen-antología Los Premios UPC 2003, España) Colección Nova, Ediciones B, Grupo Editorial Zeta, 2004.
- La causa che rinfresca e altre meraviglie cubane (cuentos de realismo, en Italia) Edizione Stemporanee, 2006.
- Precio justo (cuentos de ciencia ficción) Casa Editora Abril, colección Premios Calendario, 2006.
- Pluma de león (novela erótica de ciencia ficción) en Ediciones Neverland, España 2007; y Letras Cubanas, 2009.
- Interferences (cuentinovela de ciencia ficción) Editoriale Riviere Blanche, Francia 2009.
- Las quimeras no existen (cuentos para niños y jóvenes) Ediciones Extramuros, 2010.
- Leyendas de los Cinco Reinos (cuentinovela de fantasía heroica juvenil) Editorial Gente Nueva, colección Ámbar, 2010.
- Siedem Grzechów Kubanskich (cuentinovela de realismo) Ediciones Claroscuro, Polonia, 2010.
- Tropas auxiliares (novela de ciencia ficción) Atom Press, EUA, 2010.
- El gran arte de vestirse cheo durante toda la vida  (2010)
- La espada y sus historias (divulgación científica) Editorial Gente Nueva, colección Premio La Edad de Oro, 2012.
- Mentiras cubanas (cuentos de realismo) Efory Atocha, España, 2012.
- Super extra grande (novela de ciencia ficción) Editorial Gente Nueva, colección XXI, 2012.
- Condonautas (novela de ciencia ficción) Casa Editora Abril, colección Nébula, 2012.
- La quinta dimensión de la literatura (ensayos, artículos y crónicas sobre la ciencia ficción en Cuba y el mundo) Editorial Letras Cubanas, 2012.
- La voz del abismo (novela de terror fantástico) Editorial Gente Nueva, colección Ámbar, 2013.
- Angélica (novela de ciencia ficción) Ediciones Obrador, Canadá, 2014.
- El Laberinto del Olvido (juego de rol, junto con Michel Encinosa Fú) Editorial Gente Nueva, Colección Ámbar, 2014.

## Galardones

### Nacionales
• Premio David de ciencia ficción (1988)

• Premio Revolución y Cultura (1993)

• Premio Ernest Hemingway (1993)

• Mención UNEAC de novela (1993)

• Premio Los Pinos Nuevos (1995)

• Mención UNEAC de cuento (1995)

• Mención de cuento La Gaceta de Cuba (1996)

• Premio Luis Rogelio Nogueras de ciencia ficción (1998)

• Premio Cuento de Amor de Las Tunas (1998)

• Premio Aquelarre de texto humorístico (2001)

• Premio Farraluque de cuento erótico (2002)

• Premio Calendario de ciencia ficción (2004)

### Internacionales
• Premio Universidad Carlos III de ciencia ficción, España (2002)

• Mención UPC de novela corta de ciencia ficción, España (2003)

• Premio Domingo Santos de cuento de ciencia ficción, España (2005)

• Tercer lugar concurso Casa de Teatro, género cuento, República Dominicana (2006)

• Segundo lugar concurso Alberto Magno, España (2008)

• Premio UPC de ciencia ficción, España (2010)